# Monique Coleman
Monique Adrienne Coleman (Orangeburg, 13 novembre 1980) è un'attrice statunitense.
È principalmente conosciuta come co-stars nel film Disney per la televisione, High School Musical, nel ruolo di Taylor McKessie. Il 14 agosto 2006 fu una delle partecipanti a Dancing with the Stars 3 (versione inglese della trasmissione televisiva Ballando con le stelle).

## Carriera da attrice

### La svolta del successo conHigh School Musical
Prima di essere la co-star di High School Musical, è stata una dei personaggi secondari di Zack e Cody al Grand Hotel e ha fatto delle apparizioni in Boston Public, Una mamma per amica, Malcolm, Strong Medicine, 10-8, Married to the Kellys e Veronica Mars. Monique ha partecipato anche al team blu del Disney Channel Games, con Brenda Song, Corbin Bleu, Vanessa Anne Hudgens, Cole Sprouse e Jason Earles.
All'età di 25 anni interpretò contemporaneamente due personaggi, uno in Zack e Cody al Grand Hotel e l'altro in High School Musical.
Quando fece parte del cast di High School Musical chiese ai suoi fan di votare per lei in Dancing with the Stars. Monique ha avuto una carriera iniziata forse grazie ad "High School Musical", recitando, ballando e cantando.

## Filmografia

### Cinema
- High School Musical 3: Senior Year, regia di Kenny Ortega (2008)
- Free the Nipple, regia di Lina Esco (2014)
- Va a finire che ti amo (Naomi and Ely's No Kiss List), regia di Kristin Hanggi (2015)

### Televisione
- Squadra Med - Il coraggio delle donne (Strong Medicine) – serie TV, episodio 4x06 (2003)
- Boston Public – serie TV, 3 episodi (2003-2004)
- Una mamma per amica (Gilmore Girls) – serie TV, episodio 4x10 (2004)
- A casa con i tuoi (Married to te Kellys) – serie TV, episodio 1x17 (2004)
- Malcolm – serie TV, episodio 5x16 (2004)
- Il sogno di Helen (The Reading Room), regia di Georg Stanford Brown – film TV (2005)
- Veronica Mars – serie TV, episodio 1x13 (2005)
- Zack e Cody al Grand Hotel (The Suite Life of Zack & Cody) – serie TV, 6 episodi (2005-2006)
- High School Musical, regia di Kenny Ortega – film TV (2006)
- High School Musical 2, regia di Kenny Ortega – film TV (2007)
- Bones – serie TV, episodio 4x17 (2009)
- Stitchers – serie TV, episodio 1x09 (2015)
- Guidance – webserie, 3 episodi (2017)
- La famiglia McKellan (Family Reunion) – serie TV, episodio 4x03 (2021)
- High School Musical: The Musical - La serie (High School Musical: The Musical: The Series) – serie TV, episodi 4x01, 4x08 (2023)

### Doppiatrice
- The Cleveland Show – serie animata, episodio 1x12 (2010)

## Doppiatrici italiane
- Letizia Scifoni in High School Musical, High School Musical 2 e High School Musical 3: Senior Year, Zack e Cody al Grand Hotel (1^ voce)
- Domitilla D'Amico in Zack e Cody al Grand Hotel (2^ voce)
- Annalisa Longo in Va a finire che ti amo